# مهرجان ريف الأحساء
مهرجان ريف الأحساء، هو مهرجان عائلي تراثي سياحي يقام كل عام ابتداءً من 2012، ولمدة عشرة أيام في منتزه الأحساء الوطني التابع لوزارة الزراعة بمحافظة العمران بإشراف من الهيئة العامة للسياحة والآثار بالأحساء ولجنة التنمية الوطنية ونادي الصواب الرياضي، حيث تم تخصيص مساحة من المنتزه تصل إلى 15 ألف متر مربع و بأركان تتجاوز 56 ركنًا وفعاليات متعددة.

## أهداف المهرجان
- تعزيز السياحة وجذب الزوار المحليين والسيّاح.
- الإسهام في تنمية الأرياف.
- تحسين البنية التحتية.
- تفعيل الطاقات الشابة المحلية. [3]

## فعاليات المهرجان
تنوعت فعاليات البرنامج على مدار الأعوام، ومنها:
- معرض للأسر المنتجة.
- معرض للحرف اليدوية النسائية.
- معرض للحرف اليدوية الرجالية.
- معرض للفنون الشعبية.
- معرض للصور الضوئية.
- معرض لمحاصيل الأحساء.
- معرض بيت الريف التراثي.
- صناعة أكثر قفص للرطب مصنوع من سعف النخل على مستوى العالم.[4]
- أوبريت غنائي.
- الطيران الشراعي.
- معرض لأطول لوحة بريدية في العالم.
- ورش النحت على الرمال.
- ألعاب شعبية.
- مسابقة ملتقى الريف السياحي.
- مسرحية.
- ورش رسم للأطفال.
- ورش فن الخط العربي.
- تصوير تفاعلي.
- استعراض دراجات نارية.
- معرض للسيارات الكلاسيكية.
- مشاركة شعراء.
- مرسم تفاعلي.
- مسابقات ترفيهية.[5]